# Kloster Forchheim
Das ehemalige Kloster Forchheim war ein Kloster der Franziskaner-Observanten, später der Redemptoristen in Forchheim in Bayern in der Erzdiözese Bamberg.
2014 fand ein Umbau zur Wohnanlage statt.

## Geschichte
Das zunächst St. Gereon, später St. Antonius von Padua geweihte Kloster wurde 1649 durch Franziskaner der Straßburger Ordensprovinz und die Gemeinde von Forchheim mit Hilfe des Grafen Philipp von Pappenheim und des Fürstbischofs von Bamberg Melchior Otto Voit von Salzburg gegründet, zunächst war es Hospiz, ab 1687 Konvent. 1830 wurde es aufgelöst, Kirche und Kloster blieben vollständig erhalten. 1919 zogen Redemptoristen in die Gebäude ein.
Bei Grabungen während des Umbaus zur Wohnanlage haben Archäologen im Klosterhof Spuren eines Handelsplatzes freigelegt, der älter als die erstmalige urkundliche Erwähnung von Forchheim im Jahr 805 ist.